# 日本ラテンアメリカ学会
日本ラテンアメリカ学会（にほんラテンアメリカがっかい、英語: Japan Association for Latin American Studies, JALAS、スペイン語: Asociacion Japonesa de Estudios Latinoamericanos, AJEL、ポルトガル語: Associacao Japonesa de Estudos Latino-americanos, AJEL）は、日本のラテンアメリカ研究に関する学会である。

## 概要
ラテンアメリカおよびその関連地域の自然・人文・社会についての学術研究および調査の推進をはかり、日本におけるラテンアメリカ研究の発展に寄与することを目的としている。

## 事業・活動
同学会は次の事業を行う。
1. ラテンアメリカおよびその関連地域の研究および調査
2. 研究発表のための会合の開催
3. 研究機関誌およびその他の刊行物の発行
4. 内外の関係研究機関との学術交流

主に、具体的な活動として、研究大会の開催、東・中部・西日本に分かれての研究部会の開催、学会年報（『ラテンアメリカ研究年報』）・会報の刊行などを行っている。

## 沿革
- 1980年6月8日 – 日本ラテンアメリカ学会を設立[3]。

## その他
- 日本学術会議協力学術研究団体のひとつである[3]。